# 고모토 히로유키
고모토 히로유키(일본어: 河本 裕之, 1985년 9월 4일 ~ )는 일본의 전 축구 선수이다.

## 구단 경력
그는 2004년부터 201년까지 J리그의 비셀 고베, 오미야 아르디자에서 활동하였다.